# Olympische Sommerspiele 1968/Fußball – Gruppe B
Spiele der Gruppe B des olympischen Fußballturniers 1968.

Die beiden Gruppensieger qualifizierten sich für das Viertelfinale.
| Pl. | Land      | Sp. | S | U | N | Tore    | Diff. | Punkte |
| --- | --------- | --- | - | - | - | ------- | ----- | ------ |
| 1.  | Spanien   | 3   | 2 | 1 | 0 | 004:000 | +4    | 05     |
| 2.  | Japan     | 3   | 2 | 0 | 1 | 004:200 | +2    | 04     |
| 3.  | Brasilien | 3   | 0 | 2 | 1 | 004:500 | −1    | 02     |
| 4.  | Nigeria   | 3   | 0 | 1 | 2 | 004:900 | −5    | 01     |

## Spanien – Brasilien 1:0 (0:0)
| Spanien                                                        | Spanien | Brasilien | Brasilien |
| -------------------------------------------------------------- | --- | --- | --------- |
| Spanien                                                        | \| 1. Spieltag \| \| 14. Oktober 1968 um 15:30 Uhr in Mexiko-Stadt (Aztekenstadion) \| \| Schiedsrichter: Abraham Klein ( Israel) \|                                                                     | \| 1. Spieltag \| \| 14. Oktober 1968 um 15:30 Uhr in Mexiko-Stadt (Aztekenstadion) \| \| Schiedsrichter: Abraham Klein ( Israel) \|                              | Brasilien |
| Spanien                                                        | Pedro Mora – Gregorio Benito, Francisco Espíldora – Miguel Ángel Ochoa, Isidro Sala, Juan Manuel Asensi – Rafael Jaén, Juan Fernández Vilela, José Luis Garzón, José Antonio Grande (68. Crispi), Ortuño | Getúlio Cruz – Miguel, João de Almeida – Jorge Alves da Silva, Tião, Dutra – Manoel Maria, China (56. Plínio), Fernando Ferretti, Daniel Euclides Moreno, Toninho | Brasilien |
| Spanien                                                        | 1:0 Fernández Vilela (77.) | | Brasilien |
| Spanien                                                        | Verwarnung: Benito (50.) | Platzverweis: Manoel Maria (44.) | Brasilien |
| 1. Spieltag                                                    | | |           |
| 14. Oktober 1968 um 15:30 Uhr in Mexiko-Stadt (Aztekenstadion) | | |           |
| Schiedsrichter: Abraham Klein ( Israel)                        | | |           |

## Japan – Nigeria 3:1 (1:1)
| Japan                                                        | Japan | Nigeria | Nigeria |
| ------------------------------------------------------------ | --- | --- | ------- |
| Japan                                                        | \| 1. Spieltag \| \| 14. Oktober 1968 um 15:30 Uhr in Puebla (Estadio Cuauhtémoc) \| \| Schiedsrichter: Ramon Marmol ( El Salvador) \|                                                                            | \| 1. Spieltag \| \| 14. Oktober 1968 um 15:30 Uhr in Puebla (Estadio Cuauhtémoc) \| \| Schiedsrichter: Ramon Marmol ( El Salvador) \|                                                                                              | Nigeria |
| Japan                                                        | Kenzō Yokoyama – Hiroshi Katayama, Masakatsu Miyamoto – Mitsuo Kamata, Takaji Mori, Aritatsu Ogi – Shigeo Yaegashi (78. Yasuyuki Kuwahara), Teruki Miyamoto, Kunishige Kamamoto, Ikuo Matsumoto, Ryūichi Sugiyama | Peter Fregene – Anthony Igwe, Samuel Okoye – Olusegun Olumodeji, Samuel Opone , Paul Hamilton (38. Kenneth Olayombo) – Peter Anieke, Mohammed Lawal, Sebastian Broderick, Clement Obojemene, Joseph Aghoghovbia (75. Ganiyu Salami) | Nigeria |
| Japan                                                        | 1:0 Kamamoto (24.) 2:1 Kamamoto (72.) 3:1 Kamamoto (89.) | 1:1 Okoye (33.) | Nigeria |
| Japan                                                        | Verwarnung: Okoye | | Nigeria |
| 1. Spieltag                                                  | | |         |
| 14. Oktober 1968 um 15:30 Uhr in Puebla (Estadio Cuauhtémoc) | | |         |
| Schiedsrichter: Ramon Marmol ( El Salvador)                  | | |         |

## Spanien – Nigeria 3:0 (1:0)
| Spanien                                                        | Spanien | Nigeria | Nigeria |
| -------------------------------------------------------------- | --- | --- | ------- |
| Spanien                                                        | \| 2. Spieltag \| \| 16. Oktober 1968 um 15:30 Uhr in Mexiko-Stadt (Aztekenstadion) \| \| Schiedsrichter: Augusto Robles ( Guatemala) \|                                                                                      | \| 2. Spieltag \| \| 16. Oktober 1968 um 15:30 Uhr in Mexiko-Stadt (Aztekenstadion) \| \| Schiedsrichter: Augusto Robles ( Guatemala) \|                                                     | Nigeria |
| Spanien                                                        | Pedro Mora – Gregorio Benito, Francisco Espíldora – Miguel Ángel Ochoa, Isidro Sala, Juan Manuel Asensi (73. Crispi) – Rafael Jaén, Juan Fernández Vilela (66. Gerardo Ortega), José Luis Garzón, José Antonio Grande, Ortuño | Peter Fregene – Anthony Igwe, Samuel Okoye – Olusegun Olumodeji, Samuel Opone , Augustine Ofuokwu – Peter Anieke, Mohammed Lawal, Sebastian Broderick, Clement Obojemene, Joseph Aghoghovbia | Nigeria |
| Spanien                                                        | 1:0 Ortuño (27.) 2:0 Grande (52.) 3:0 Grande (69.) | | Nigeria |
| Spanien                                                        | Verwarnung: Benito | Verwarnungen: Anieke, Lawal | Nigeria |
| 2. Spieltag                                                    | | |         |
| 16. Oktober 1968 um 15:30 Uhr in Mexiko-Stadt (Aztekenstadion) | | |         |
| Schiedsrichter: Augusto Robles ( Guatemala)                    | | |         |

## Brasilien – Japan 1:1 (1:0)
| Brasilien                                                    | Brasilien | Japan | Japan |
| ------------------------------------------------------------ | --- | --- | ----- |
| Brasilien                                                    | \| 2. Spieltag \| \| 16. Oktober 1968 um 15:30 Uhr in Puebla (Estadio Cuauhtémoc) \| \| Schiedsrichter: George Lamptey ( Ghana) \|                                        | \| 2. Spieltag \| \| 16. Oktober 1968 um 15:30 Uhr in Puebla (Estadio Cuauhtémoc) \| \| Schiedsrichter: George Lamptey ( Ghana) \| | Japan |
| Brasilien                                                    | Getúlio Cruz – Miguel, João de Almeida – Cláudio Deodato, Tião, Dutra – Luiz Henrique, Plínio, Fernando Ferretti (84. Arnaldo de Mattos), Daniel Euclides Moreno, Toninho | Kenzō Yokoyama – Hiroshi Katayama, Yoshitada Yamaguchi – Mitsuo Kamata , Takaji Mori, Aritatsu Ogi – Yasuyuki Kuwahara (46. Masakatsu Miyamoto), Teruki Miyamoto, Kunishige Kamamoto, Ikuo Matsumoto (81. Masashi Watanabe), Ryūichi Sugiyama | Japan |
| Brasilien                                                    | 1:0 Ferretti (9.) | 1:1 Watanabe (83.) | Japan |
| 2. Spieltag                                                  | | |       |
| 16. Oktober 1968 um 15:30 Uhr in Puebla (Estadio Cuauhtémoc) | | |       |
| Schiedsrichter: George Lamptey ( Ghana)                      | | |       |

## Spanien – Japan 0:0
| Spanien                                                        | Spanien | Japan | Japan |
| -------------------------------------------------------------- | --- | --- | ----- |
| Spanien                                                        | \| 3. Spieltag \| \| 18. Oktober 1968 um 15:30 Uhr in Mexiko-Stadt (Aztekenstadion) \| \| Schiedsrichter: Erwin Hieger ( Österreich) \|                                                                                 | \| 3. Spieltag \| \| 18. Oktober 1968 um 15:30 Uhr in Mexiko-Stadt (Aztekenstadion) \| \| Schiedsrichter: Erwin Hieger ( Österreich) \|                                                                             | Japan |
| Spanien                                                        | Andrés Mendieta – Gregorio Benito (73. Isidro Sala), Francisco Espíldora – Miguel Ángel Ochoa, Javier Ciáurriz, José María Igartua – Ramon Alfonseda, Crispi, José Antonio Barrios, José Antonio Grande, Gerardo Ortega | Kenzō Yokoyama – Hiroshi Katayama, Yoshitada Yamaguchi – Mitsuo Kamata , Takaji Mori, Aritatsu Ogi – Masakatsu Miyamoto, Teruki Miyamoto (73. Eizō Yuguchi), Kunishige Kamamoto, Masashi Watanabe, Ryūichi Sugiyama | Japan |
| Spanien                                                        | Verwarnungen: Benito, Barrios | | Japan |
| 3. Spieltag                                                    | | |       |
| 18. Oktober 1968 um 15:30 Uhr in Mexiko-Stadt (Aztekenstadion) | | |       |
| Schiedsrichter: Erwin Hieger ( Österreich)                     | | |       |

## Brasilien – Nigeria 3:3 (0:3)
| Brasilien                                                    | Brasilien | Nigeria | Nigeria |
| ------------------------------------------------------------ | --- | --- | ------- |
| Brasilien                                                    | \| 3. Spieltag \| \| 18. Oktober 1968 um 15:30 Uhr in Puebla (Estadio Cuauhtémoc) \| \| Schiedsrichter: Seyoum Tarekegn ( Äthiopien) \|                                                   | \| 3. Spieltag \| \| 18. Oktober 1968 um 15:30 Uhr in Puebla (Estadio Cuauhtémoc) \| \| Schiedsrichter: Seyoum Tarekegn ( Äthiopien) \|                                                                                             | Nigeria |
| Brasilien                                                    | Getúlio Cruz – Miguel, João de Almeida (46. Arnaldo de Mattos) – Cláudio Deodato, Tião, Dutra – Luiz Henrique, Plínio, Fernando Ferretti (84. Arnaldo de Mattos), Hamilton Rubio, Toninho | Peter Fregene – Anthony Igwe, Olumuyiwa Oshode (80. Ganiyu Salami) – Olusegun Olumodeji (75. Augustine Ofuokwu), Samuel Opone , Kenneth Olayombo – Peter Anieke, Mohammed Lawal, Sebastian Broderick, Clement Obojemene, Fred Aryee | Nigeria |
| Brasilien                                                    | 1:3 Ferretti (50.) 2:3 Olumodeji (59., Eigentor) 3:3 Tião (65.) | 0:1 Olayombo (10.) 0:2 Anieke (19.) 0:3 Olayombo (41.) | Nigeria |
| Brasilien                                                    | Verwarnung: de Almeida Platzverweis: Ferretti (55.) | Verwarnungen: Olayombo, Ofuokwu | Nigeria |
| 3. Spieltag                                                  | | |         |
| 18. Oktober 1968 um 15:30 Uhr in Puebla (Estadio Cuauhtémoc) | | |         |
| Schiedsrichter: Seyoum Tarekegn ( Äthiopien)                 | | |         |